# Eli Marienthal
Eli David Marienthal, född 6 mars 1986 i Santa Monica i Kalifornien, är en amerikansk skådespelare. Han har bland annat gjort den amerikanska originalrösten till karaktären Hogarth Hughes i den animerade långfilmen Järnjätten från 1999, för vilken han fick ta emot en Annie Award för enastående prestation för röstskådespeleri i en filmproduktion.
Marienthal har tidigare haft studier på Brown University, där han avlade examen år 2008.

## Filmografi (i urval)

### Filmer
- 1996 – Unlikely Angel
- 1998 – Jack Frost
- 1999 – American Pie
- 1999 – Järnjätten (röstroll)
- 2001 – American Pie 2
- 2002 – Nalles stora äventyr
- 2003 – Batman: Mysteriet med Batwoman (röstroll)
- 2004 – Tonårsliv

### TV-serier
- 2000 – Touched by an Angel (TV-serie)
- 2000 – Batman Beyond (TV-serie) (röstroll)
- 2001–2002 – The Zeta Project (TV-serie) (röstroll)
- 2002 – Static Shock (TV-serie) (röstroll)
- 2003 – Fillmore! (TV-serie) (röstroll)